# 江南七怪
江南七怪，是金庸的小說《射鵰英雄傳》中的人物，他們是主角郭靖的啟蒙師父(叧外哲別、洪七公亦為其師父， 當中洪七公教授武功秘訣及要旨更引導他走上武功一流高手之路，從而成為民族英雄，而全真教的馬鈺和老頑童周伯通，亦曾傳授於郭靖武功，而其義兄老頑童周伯通更教授他九陰真經要訣等)，虽然教他而不得其法。
江南七怪自小義結金蘭，感情深厚。即使張阿生死于「铜屍」陈玄风之手后，其餘六人仍對外自稱「江南七怪」，而不是江南六怪。「江南七怪」重情重義，對江湖上的不公不義之事，一定會出手相助。因為丘處機的十八年比武之約，便千山萬水要找到郭靖，並教他武功，讓他成為一個英雄好漢。為此更在蒙古國住了十二年而未返江南。
在《射鵰英雄傳》后期，朱聪、韩宝驹、南希仁與全金發在桃花島被假扮成黃藥師的「西毒」歐陽鋒和楊康合作杀死，韓小瑩則自刎而死，唯有柯鎮惡倖免於難，在续篇《神雕侠侣》之中继续活动。

## 概述
按次序他們是：
大哥
「飛天蝙蝠」柯鎮惡，是失明人士，擅使杖法及發放毒菱，跟朱聪同为七怪中武功最高的二人，兄長為「飛天神龍」柯辟邪（被黑風雙煞殺死，所以和他們勢不兩立）。由於是瞎子，善於黑夜中與敵人打鬥，授予郭靖的武功有「伏魔杖法」。後來，七怪中的六怪都已身亡，唯獨他活到《神雕俠侶》时代。
登場回數:(射)2-7,11,14-15,25-26,33-36,(神)1-3,37
二哥
「妙手書生」朱聰，是名窮書生。擅點穴、扇子，也擅於偷東西，曾從梅超風、裘千丈、沙通天手中偷取財物，絕技為「妙手空空」，授予郭靖的武功有「空手奪白刃」及「分筋錯骨手」）。
在桃花岛冯氏墓中被楊康、「西毒」歐陽鋒袭击，被欧阳锋所杀，臨死前施展妙手空空奪走了楊康的小玉鞋，也是導致真相大白的重要證物。
登場回數:(射)2-7,11,14-15,25-26,34
三哥
「馬王神」韓寶駒，為韓小瑩堂兄。被傻姑描述为“矮胖子”。擅使鞭法及馬術，授予郭靖的武功有「金龍鞭法」。
在《射雕英雄传》中，每一次打斗基本都是他所挑起。使一盘龙软鞭，精擅专攻下盘的金龙鞭法，其马术超群，相马之术更是举世无双。
在桃花岛冯氏墓中被楊康、「西毒」歐陽鋒袭击，被杨康所杀。
登場回數:(射)2-7,11,14-15,25-26,34
四哥
「南山樵子」南希仁，是乡农、樵夫，身体壮实。沉默寡言，雖少言，但一開口說出的話都富有道理，一说就切中要害，在七怪里颇有威信。擅使掌、扁擔，授予郭靖的武功有「南山刀法」、「南山掌法」。
在桃花岛上被楊康及「西毒」歐陽鋒袭击，中毒而死，临死拍了黄蓉的软猬甲一掌，后杨康因掌击同一处也中毒而死。
登場回數:(射)2-7,11,14-15,25-26,34
五哥
「笑彌陀」張阿生，是身材粗壯的屠夫，最高大也是最胖的一个，长得像座铁塔。使屠牛刀（宝刀），擅使拳法、刀法、角牴之术（就是摔交），並練就「鐵布衫」。心里爱慕着韩小莹，為救韓小瑩而被「銅屍」陳玄風殺死，臨死前韓小瑩嫁給了他，由於在郭靖學師前已死，未向其傳授武功。
登場回數:(射)2-4
六哥
「鬧市俠隱」全金發，為小販、商人，以街市买卖为业，善于计算，出场时20来岁，身材瘦小。擅使掌、秤桿，授予郭靖的武功有「呼延槍法」，以用来克制杨康的杨家枪。
全金發用的是一杆大铁秤，秤杆使的是杆棒路子，秤钩飞出去可以钩人，犹如飞抓，秤锤则是一个链子锤，是以一件兵器却有三般用途。
最后在桃花岛中被「西毒」歐陽鋒用他自己的秤杆插入胸口而死。
登場回數:(射)2-7,11,14-15,25-26,34
七妹
「越女劍」韓小瑩，是江南七怪中唯一一位女性，為漁女及韓寶駒堂妹、張阿生之妻。擅使劍法，授予郭靖的武功有「越女劍法」。
在桃花島馮氏墓中被「西毒」歐陽鋒下毒，自刎而亡。
登場回數:(射)2-7,11,14-15,25-26,34

### 十八年之約
江南七怪與「長春子」丘處機在法華寺約定由江南七怪尋找郭嘯天之妻李萍，並傳授武功給其子(即郭靖)，而丘處機尋找楊鐵心夫妻，傳授武功給其子(即楊康)，並且打賭在十八年後各自的徒兒比武，看屆時是誰的徒兒贏。也讓郭楊兩人去找他們的殺父仇人段天德報仇。

## 影視形象

### 電視劇
曾經江南七怪的演員：
柯鎮惡
- 江毅：《射鵰英雄傳》(香港無綫電視)(1983年)
- 《神鵰俠侶》(香港無綫電視)(1983年)
- 《射鵰英雄傳》(香港無綫電視)(1994年)
- 《神鵰俠侶》(香港無綫電視)(1994年)
- 茅靜順：《大漠英雄傳 華山論劍》(臺灣中視)(1988年)
- 劉立偉：《射鵰英雄傳》(慈文影視)(2003年)
- 鄧立民：《射鵰英雄傳》(唐人電影)(2008年)
- 《神鵰俠侶》(華夏視聽)(2014年)
- 王奎榮：《射鵰英雄傳》(華策影視)(2017年)
- 葛四：《金庸武俠世界》（企鵝影視、耀客傳媒)(2024年)

朱聰
- 许绍雄：《射鵰英雄傳》(香港無綫電視)(1983年)
- 丁仰國：《大漠英雄傳 華山論劍》(臺灣中視)(1988年)
- 艾威：《射鵰英雄傳》(香港無綫電視)(1994年)
- 于又川：《射鵰英雄傳》(慈文影視)(2003年)
- 金粮：《射鵰英雄傳》(唐人電影)(2008年)
- 姬晨牧：《射鵰英雄傳》(華策影視)(2017年)
- 高子灃：《金庸武俠世界》（企鵝影視、耀客傳媒)(2024年)

韓寶駒
- 曾偉明：《射鵰英雄傳》(香港無綫電視)(1983年)
- 黃天鐸：《射鵰英雄傳》(香港無綫電視)(1994年)
- 巴特爾：《射鵰英雄傳》(慈文影視)(2003年)
- 郭明爾：《射鵰英雄傳》(唐人電影)(2008年)
- 王春元：《射鵰英雄傳》(華策影視)(2017年)
- 李樹：《金庸武俠世界》(企鵝影視、耀客傳媒)(2024年)

南希仁
- 談泉慶：《射鵰英雄傳》(香港無綫電視)(1983年)
- 鄭家生：《射鵰英雄傳》(香港無綫電視)(1994年)
- 楊光華：《射鵰英雄傳》(慈文影視)(2003年)
- 韓志：《射鵰英雄傳》(唐人電影)(2008年)
- 馬京京：《射鵰英雄傳》(華策影視)(2017年)
- 白海龍：《金庸武俠世界》(企鵝影視、耀客傳媒)(2024年)

張阿生
- 駿雄：《射鵰英雄傳》(香港無綫電視)(1983年)
- 李耀敬：《射鵰英雄傳》(香港無綫電視)(1994年)
- 謝寧：《射鵰英雄傳》(慈文影視)(2003年)
- 陳剛：《射鵰英雄傳》(唐人電影)(2008年)
- 信鵬：《射鵰英雄傳》(華策影視)(2017年)
- 寧小花：《金庸武俠世界》(企鵝影視、耀客傳媒)(2024年)

全金發
- 高雄：《射鵰英雄傳》(香港無綫電視)(1983年)
- 博君：《射鵰英雄傳》(香港無綫電視)(1994年)
- 王偉：《射鵰英雄傳》(慈文影視)(2003年)
- 王正權：《射鵰英雄傳》(唐人電影)(2008年)
- 龍德：《射鵰英雄傳》(華策影視)(2017年)
- 高峰：《金庸武俠世界》(企鵝影視、耀客傳媒)(2024年)

韓小瑩
- 斑斑：《射鵰英雄傳》(香港無綫電視)(1983年)
- 徐若華：《大漠英雄傳 華山論劍》(臺灣中視)(1988年)
- 陳安瑩：《射鵰英雄傳》(香港無綫電視)(1994年)
- 趙楓：《射鵰英雄傳》(慈文影視)(2003年)
- 何思融：《射鵰英雄傳》(唐人電影)(2008年)
- 肖茵：《射鵰英雄傳》(華策影視)(2017年)
- 沙漩：《金庸武俠世界》(企鵝影視、耀客傳媒)(2024年)

1. ↑  朱聰自己鑽研而來，與中原武師流傳版本頗有不同。